# Edward Said
Edward Wadie Sa'id (in arabo إدوارد وديع سعيد‎?, Idwārd Wadīʿ Saʿīd), traslitterato anche Said (Gerusalemme, 1º novembre 1935 – New York, 25 settembre 2003), è stato uno scrittore statunitense di origine palestinese.
Fu anglista, docente di inglese e letteratura comparata alla Columbia University, teorico letterario, critico e polemista, particolarmente noto per la sua critica del concetto di Orientalismo. Fu, tra gli altri, influenzato dalle letture di Antonio Gramsci, Frantz Fanon, Aimé Césaire, Michel Foucault e Theodor W. Adorno.

## Biografia

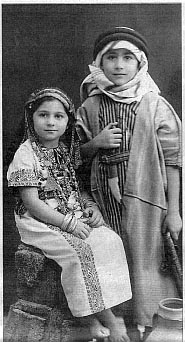
Edward Said con la sorella Rosemarie in Palestina nel 1940.

Edward Wadie Said nacque a Gerusalemme (allora parte del Mandato britannico della Palestina) il 1º novembre 1935. Suo padre, Wadie Said, fu un cittadino statunitense protestante di origini palestinesi, un uomo d'affari che aveva servito sotto il generale John Pershing durante la prima guerra mondiale e che si spostò poi al Cairo nel decennio che precedette la nascita di Edward. Sua madre era nativa di Nazaret, anch'essa di fede protestante e di origine cristiana palestinese. La storica e scrittrice Rosemarie Said Zahlan era sua sorella.
Said visse tra il Cairo e Gerusalemme fino all'età di 12 anni e, nel 1947, frequentò la Anglican St. George's Academy di Gerusalemme. Verso la fine degli Anni quaranta Said studiò presso la sede egiziana del Victoria College di Alessandria d'Egitto fino alla sua espulsione nel 1951. Successivamente frequentò la Northfield Mount Hermon School del Massachusetts, eccellendo negli studi ma soffrendo un periodo di alienazione sociale e culturale che influenzerà molto la sua produzione futura.
Said entra a far parte della Columbia University nel 1963, dove lavora e insegna fino al 2003.

## Concetto di Orientalismo
Said è particolarmente conosciuto per la sua critica al concetto di "Orientalismo", introdotta nell’omonimo saggio Orientalism (1978), definito dallo studioso come strumento attraverso il quale l’Occidente esercita la sua influenza e il suo controllo sull’Oriente, producendo rappresentazioni culturali lontane dalla realtà effettiva.
In Orientalism, Said suggerisce una nuova metodologia di studio del colonialismo: un modo di pensare il cosiddetto Oriente da parte degli studiosi occidentali costituito da un insieme di concezioni false e stereotipate. Concezioni dovute a una visione del mondo di tipo eurocentrico, che ha come naturali conseguenze la creazione di opposizioni radicali fra ciò che è europeo e ciò che non lo è, al fine di creare un concetto di alterità e di ossessiva diversità nei confronti di tutto ciò che non è "occidentale".
Questo tipo di visione è stato reso possibile da una rappresentazione distorta, non sempre intenzionale ma comunque fattuale, dell'Oriente (vicino, medio ed estremo). Un simile tipo di rappresentazione di realtà fittizia appare lampante in diversi scrittori, politici e personaggi della cultura occidentale che si sono succeduti nel corso dei secoli; iniziando da Dante per passare a Shakespeare, Byron, Napoleone, Henry Kissinger e così via. Tale rappresentazione non è quindi circoscrivibile a un solo paese, ma appartiene ad un'intera cultura. La tesi proposta nel saggio di Said sostiene dunque l’esistenza di un "sottile e persistente pregiudizio eurocentrico nei confronti dei popoli arabo-islamici e delle loro culture che trova la sua origine nella lunga e sedimentata tradizione occidentale di rappresentare l’oriente attraverso immagini fittizie e romanzate dell’Asia e, in maggior misura, del Medio Oriente.
Tra le varie rappresentazioni diffuse nell’immaginario occidentale troviamo quella che vede i popoli d’Oriente dipinti come irrazionali, violenti, selvaggi, moralmente corrotti e intellettualmente inferiori rispetto alle loro controparti occidentali. La relazione tra Occidente e l’Altro si viene a creare in modo contrastivo, manifestandosi in binomi come razionale/irrazionale, virile/effeminato, giustizia/crudeltà, bene/male, in modo tale da generare una percezione di disuguaglianza legata alle caratteristiche culturale innate dei popoli orientali. Durante il colonialismo del XIX e XX secolo l’ideologia razzista intesa come teoria pseudoscientifica sosteneva la suddivisione della specie umana in razze distinte, alcune di esse caratterizzate da una superiorità congenita rispetto ad altre. In questo modo svolgeva la funzione di giustificazione ideologica alla schiavitù e alla discriminazione di razze considerate inferiori a quella occidentale.
Said spiega che questo processo si è realizzato mediante una conoscenza superficiale di ciò che è in effetti l'Oriente. In tal senso riporta l'esempio dello studioso Edward William Lane il quale passò dai due ai tre anni in Egitto al termine dei quali scrisse un libro intitolato Manners and Customs of the Modern Egyptians (Usi e costumi dei moderni Egiziani), pubblicato nel 1836 dalla Society for the Diffusion of Useful Knowledge, che conobbe una rapida diffusione per la dovizia d'informazioni fornite al lettore in tutto il mondo occidentale, divenendo ben presto una sorta di prisma tramite il quale veniva recepita la cultura tradizionale egiziana. Secondo Said sono quattro gli elementi che hanno reso possibile uno sviluppo così omogeneo dello studio dell'Oriente in Europa: espansione, confronto storico, simpatia e classificazione. Da questi quattro elementi dipendono le strutture del moderno Orientalismo.

## Critiche
Non mancarono reazioni anche vibranti di studiosi che replicarono come le argomentazioni di Said fossero eccessivamente generalizzate, non distinguendo minimamente fra gli orientalisti, ben diversi tra loro quanto a provenienza geografica, a formazione politica e a cultura religiosa. Senza considerare che molti di loro percepirono le argomentazioni mosse da Said come un attacco diretto alla loro integrità intellettuale e alla validità degli studi Orientalisti.
Fra i principali critici si possono citare William Montgomery Watt, Bernard Lewis e Francesco Gabrieli, Albert Hourani, Nikki R. Keddie e Kanan Makiya.

Tra quanti hanno avversato le tesi di Said è possibile ricordare anche il britannico Robert Irwin e Ibn Warraq, pseudonimo di un intellettuale pachistano, apostata, autore di Defending the West. A Critique of Edward Said's Orientalism (2007).
Irwin, ad esempio, scrive:

Ancora, la storica Nikki R. Keddie sostiene che il lavoro di Said ha causato nel campo accademico degli studi orientalistici: 
(Approaches to the History of the Middle East (1994), pp. 144–45.)
Anche l’orientalista anglo-americano Bernard Lewis esprime il suo dissenso nel confronti del pensiero di Said, rispondendo alle critiche rivolte contro di lui in Orientalism, accusando l’autore della politicizzazione degli studi scientifici sul Medio Oriente.
Lo studio di Said sulla questione palestinese è inoltre considerato fondamentale per l'approfondimento del problema dei rapporti tra palestinesi ed ebrei da un punto di vista storico e culturale.

## Edward Said e Joseph Conrad
Profondo studioso delle opere di Conrad, Edward Said scrisse nel 1966 il suo primo libro: Joseph Conrad e la finzione autobiografica, opera che costituiva un'espansione della tesi di dottorato che aveva presentato per conseguire il titolo di dottore di ricerca. In questa monografia, un classico in tutto il mondo, Said guida il lettore attraverso l'epistolario di Conrad, la sua vita, fatta di una lingua che non gli appartiene e le sue discrasie, in un percorso strutturato in cui ci aiuta ad acquisire consapevolezza su un uomo che ci ha lasciato otto volumi di lettere in cui analizza, racconta, rielabora, costruisce e distrugge il suo passato, la sua storia di uomo e scrittore, di migrante e di straniero.

## Opere
- Joseph Conrad e la finzione autobiografica (Joseph Conrad and the Fiction of Autobiography, 1966), trad. di E. Nifosi, Collana La Cultura, Milano, Il Saggiatore, 2008, ISBN 978-88-428-1301-9.
- Beginnings: Intentions and Method, 1975.
- Orientalismo (Orientalism, 1978), trad. di S. Galli, Collana Nuova Cultura, Torino, Bollati Boringhieri, 1991, ISBN 978-88-339-0608-9; Collezione Campi del Sapere, Milano, Feltrinelli, 1999, ISBN 978-88-071-0279-0.
- La questione palestinese. La tragedia di essere vittima delle vittime (The Question of Palestine, 1979; con nuova introduzione ed epilogo, 1992), trad. di S. Chiarini e A. Uselli, Collana Orienti, Roma, Gamberetti Editrice, 1995, ISBN 978-88-799-0005-8; Collana La Cultura, Milano, Il Saggiatore, 2011, ISBN 978-88-428-1638-6.
- Covering Islam. Come i media e gli esperti determinano la nostra visione del resto del mondo (Covering Islam: How the Media and the Experts Determine How We See the Rest of the World, 1981; ed. riveduta, 1997), trad. di M. Gatto, Collana Differenze, Transeuropa, 2012, ISBN 978-88-758-0194-6.
- The World, the Text, and the Critic, Harvard University Press, 1983.
- After the Last Sky: Palestinian Lives, con fotografie di Jean Mohr, Pantheon Books, 1986.
- Nationalism, Colonialism, and Literature: Yeats and Decolonization, Londonderry, Field Day, 1988; ristampa, 1990.
- Musica ai limiti. Saggi e articoli (Music Elaborations, 1991), trad. di F. Leoni, Collezione Campi del Sapere, Milano, Feltrinelli, 2010, ISBN 978-88-071-0459-6.
- Cultura e imperialismo. Letteratura e consenso nel progetto coloniale dell'Occidente (Culture and Imperialism, 1993), Prefazione di J.A. Buttigieg, postfazione di G. Baratta, a cura di M. A. Saracino, trad. di S. Chiarini e A. Tagliavini, Collana Orienti, Roma, Gamberetti Editrice, 1995, ISBN 88-7990-016-1; trad. di Anna Tagliavini, Collezione Campi del Sapere, Milano, Feltrinelli, 2023, ISBN 978-88-071-0573-9.
- Edward Said: A Critical Reader, a cura di Michael Sprinker, Wiley-Blackwell, 1993.
- The Politics of Dispossession: The Struggle for Palestinian Self-Determination, 1969-1994, Pantheon Books, 1994.
- Dire la verità. Gli intellettuali e il potere (Representations of the Intellectual: The 1993 Reith lectures, 1994), trad. di M. Gregorio, Collana Elementi, Milano, Feltrinelli, 1995, ISBN 978-88-074-7001-1.
- Peace and Its Discontents: Essays on Palestine in the Middle East Peace Process, Prefazione di Christopher Hitchens, Vintage Books, 1995.
- Sempre nel luogo sbagliato. Autobiografia (Out of Place: A Memoir, 1999), trad. di A. Bottini, Collana Varia, Milano, Feltrinelli, 2000, ISBN 978-88-074-9011-8.
- The Edward Said Reader, a cura di Moustafa Bayoumi e Andrew Rubin, Vintage Books, 2000.
- Fine del processo di pace. Palestina/Israele dopo Oslo (The End of the Peace Process: Oslo and After, 2000), trad. di M. Nadotti, Collezione Campi del Sapere, Milano, Feltrinelli, 2002, ISBN 978-88-071-0332-2.
- Nel segno dell'esilio. Riflessioni, letture e altri saggi (Reflections on Exile and Other Essays, 2000), trad. di M. Guareschi e F. Rahola, Collezione Campi del Sapere, Milano, Feltrinelli, 2008, ISBN 978-88-071-0409-1.
- Paralleli e paradossi. Pensieri sulla musica, la politica e la società (Parallels and Paradoxes: Explorations in Music and Society, 2002), con Daniel Barenboim, Prefazione e cura di Ara Guzemilian, trad. di Paolo Budinich, Collana La Cultura, Milano, Il Saggiatore, 2004, ISBN 978-88-428-1171-8.
- Il vicolo cieco di Israele, Collana Short books, Datanews, 2003, ISBN 978-88-798-1220-7.
- Freud e il non europeo (Freud and the Non-European, 2003), Introduzione di Christopher Bollas e risposta di Jacqueline Rose, a cura di Giovanbattista Tusa, Collana Le melusine, Milano, Meltemi, 2018, ISBN 978-88-835-3822-3.
- La pace possibile. Il testamento politico del grande intellettuale palestinese (From Oslo to Iraq and the Road Map, 2004), Prefazione di Tony Judt e postfazione di Wadie E. Said, trad. di A. Torchiana, Collana La Cultura, Milano, Il Saggiatore, 2005, ISBN 978-88-428-1298-2.
- Umanesimo e Critica Democratica. Cinque lezioni (Humanism and Democratic Criticism, 2004), trad. di M. Fiorini, Collana Cultural Studies, Milano, Il Saggiatore, 2007, ISBN 978-88-428-1299-9.
- Paradoxical Citizenship: Edward Said, a cura di Silvia Nagy-Zekmi, Lexongton Books, 2006.
- Sullo stile tardo (On Late Style: Music and Literature Against the Grain, 2006), Collana La Cultura, Milano, Il Saggiatore, 2006, ISBN 978-88-428-1461-0.
- Il mio diritto al ritorno, Intervista con Ari Shavit, Ha'aretz Magazine, Tel Aviv 2000, trad. di M. Leonardi, Collana I sassi, Roma, Nottetempo, 2007, ISBN 978-88-745-2124-1.